# Bahnstrecke Longuyon–Pagny-sur-Moselle
| Bahnhof Baroncourt |                      |                                                                                                  |                                                                                    |
| Streckennummer (SNCF): | 95 000               |                                                                                                  |                                                                                    |
| Streckenlänge: | 73,7 km              |                                                                                                  |                                                                                    |
| Spurweite: | 1435 mm (Normalspur) |                                                                                                  |                                                                                    |
| Stromsystem: | 25 kV 50 Hz ~        |                                                                                                  |                                                                                    |
| Zweigleisigkeit: | ja                   |                                                                                                  |                                                                                    |
| |                      |                                                                                                  |                                                                                    |
| \| \| \| Athus-Maas-Linie von Namur, Bahnstrecke Autelbas–Longuyon von Arlon und Esch über Mont-St-Martin \| \| \| \| \| \| \| \| \| 227,8 \| Bahnstrecke Mohon–Thionville von Mohon \| Bahnstrecke Mohon–Thionville von Mohon \| \| \| 228,0 0,0 \| Longuyon \| 218 m \| \| \| 0,8 \| Bahnstrecke Mohon–Thionville nach Thionville \| Bahnstrecke Mohon–Thionville nach Thionville \| \| \| 2,2 \| Meurthe-et-Moselle/Meuse \| Meurthe-et-Moselle/Meuse \| \| \| 6,3 \| Arrancy \| 249 m \| \| \| 16,2 \| Spincourt \| 236 m \| \| \| 16,7 \| Othain (16 m) \| Othain (16 m) \| \| \| \| Bahnstrecke Marcq-Saint-Juvin–Baroncourt v./ n. Marcq-Saint-Juvin \| \| \| \| 22,3 \| Baroncourt \| 241 m \| \| \| 23,2 \| Bahnstrecke Baroncourt–Audun-le-Roman nach Audun-le-Roman \| Bahnstrecke Baroncourt–Audun-le-Roman nach Audun-le-Roman \| \| \| 29 \| Gondrecourt-Aix \| 253 m \| \| \| 34,9 \| Fiquelmont \| 231 m \| \| \| 37,9 \| A4 \| A4 \| \| \| \| \| \| \| \| 40,8 \| Bahnstrecke Saint-Hilaire-au-Temple–Hagondange von St-Hilaire-au-Temple \| Bahnstrecke Saint-Hilaire-au-Temple–Hagondange von St-Hilaire-au-Temple \| \| \| \| \| \| \| \| 40,9 \| Orne (62 m) \| Orne (62 m) \| \| \| 41,3 \| Conflans-Jarny \| 191 m \| \| \| \| Bahnstrecke Saint-Hilaire-au-Temple–Hagondange n. Hagondange \| \| \| \| \| Bahnstrecke Conflans-Jarny–Metz nach Metz \| \| \| \| 45,2 \| Droitaumont \| 209 m \| \| \| 50,9 \| Mars-la-Tour \| 239 m \| \| \| 56,3 \| Chambley \| 258 m \| \| \| \| Abzw. Aérodrome de Chambley (LFJY) \| \| \| \| 62,4 \| Bahnstrecke Lérouville–Metz von Lérouville \| Bahnstrecke Lérouville–Metz von Lérouville \| \| \| 64,7 \| Rupt de Mad (83 m) \| Rupt de Mad (83 m) \| \| \| 66,0 \| Onville \| 196 m \| \| \| 70,1 \| Arnaville \| 183 m \| \| \| \| \| \| \| \| \| Bahnstrecke Frouard–Novéant nach Novéant und Bahnstrecke Lérouville–Metz nach Metz \| \| \| \| \| \| \| \| \| 73,3 \| Pagny-sur-Moselle \| 182 m \| \| \| \| Bahnstrecke Frouard–Novéant nach Frouard \| \| |                      |                                                                                                  |                                                                                    |
| |                      | Athus-Maas-Linie von Namur, Bahnstrecke Autelbas–Longuyon von Arlon und Esch über Mont-St-Martin |                                                                                    |
| |                      |                                                                                                  |                                                                                    |
| Abzweig geradeaus und von rechts | 227,8                | Bahnstrecke Mohon–Thionville von Mohon                                                           | Bahnstrecke Mohon–Thionville von Mohon                                             |
| Bahnhof | 228,0 0,0            | Longuyon                                                                                         | 218 m                                                                              |
| Abzweig geradeaus und nach links | 0,8                  | Bahnstrecke Mohon–Thionville nach Thionville                                                     | Bahnstrecke Mohon–Thionville nach Thionville                                       |
| ehemalige Grenze | 2,2                  | Meurthe-et-Moselle/Meuse                                                                         | Meurthe-et-Moselle/Meuse                                                           |
| ehemaliger Bahnhof | 6,3                  | Arrancy                                                                                          | 249 m                                                                              |
| ehemaliger Bahnhof | 16,2                 | Spincourt                                                                                        | 236 m                                                                              |
| Brücke über Wasserlauf | 16,7                 | Othain (16 m)                                                                                    | Othain (16 m)                                                                      |
| Abzweig geradeaus, ehemals nach rechts und ehemals von rechts |                      | Bahnstrecke Marcq-Saint-Juvin–Baroncourt v./ n. Marcq-Saint-Juvin                                | Bahnstrecke Marcq-Saint-Juvin–Baroncourt v./ n. Marcq-Saint-Juvin                  |
| Bahnhof | 22,3                 | Baroncourt                                                                                       | 241 m                                                                              |
| Abzweig geradeaus und nach links | 23,2                 | Bahnstrecke Baroncourt–Audun-le-Roman nach Audun-le-Roman                                        | Bahnstrecke Baroncourt–Audun-le-Roman nach Audun-le-Roman                          |
| ehemaliger Haltepunkt / Haltestelle | 29                   | Gondrecourt-Aix                                                                                  | 253 m                                                                              |
| ehemaliger Haltepunkt / Haltestelle | 34,9                 | Fiquelmont                                                                                       | 231 m                                                                              |
| Strecke mit Straßenbrücke | 37,9                 | A4                                                                                               | A4                                                                                 |
| |                      |                                                                                                  |                                                                                    |
| Abzweig geradeaus und von rechts | 40,8                 | Bahnstrecke Saint-Hilaire-au-Temple–Hagondange von St-Hilaire-au-Temple                          | Bahnstrecke Saint-Hilaire-au-Temple–Hagondange von St-Hilaire-au-Temple            |
| |                      |                                                                                                  |                                                                                    |
| Brücke über Wasserlauf | 40,9                 | Orne (62 m)                                                                                      | Orne (62 m)                                                                        |
| Bahnhof | 41,3                 | Conflans-Jarny                                                                                   | 191 m                                                                              |
| Abzweig geradeaus und nach links |                      | Bahnstrecke Saint-Hilaire-au-Temple–Hagondange n. Hagondange                                     | Bahnstrecke Saint-Hilaire-au-Temple–Hagondange n. Hagondange                       |
| Abzweig geradeaus und nach links |                      | Bahnstrecke Conflans-Jarny–Metz nach Metz                                                        | Bahnstrecke Conflans-Jarny–Metz nach Metz                                          |
| ehemaliger Haltepunkt / Haltestelle | 45,2                 | Droitaumont                                                                                      | 209 m                                                                              |
| ehemaliger Bahnhof | 50,9                 | Mars-la-Tour                                                                                     | 239 m                                                                              |
| ehemaliger Bahnhof | 56,3                 | Chambley                                                                                         | 258 m                                                                              |
| Abzweig geradeaus und ehemals nach rechts |                      | Abzw. Aérodrome de Chambley (LFJY)                                                               | Abzw. Aérodrome de Chambley (LFJY)                                                 |
| Abzweig geradeaus, nach rechts und von rechts | 62,4                 | Bahnstrecke Lérouville–Metz von Lérouville                                                       | Bahnstrecke Lérouville–Metz von Lérouville                                         |
| Brücke über Wasserlauf | 64,7                 | Rupt de Mad (83 m)                                                                               | Rupt de Mad (83 m)                                                                 |
| Bahnhof | 66,0                 | Onville                                                                                          | 196 m                                                                              |
| ehemaliger Haltepunkt / Haltestelle | 70,1                 | Arnaville                                                                                        | 183 m                                                                              |
| |                      |                                                                                                  |                                                                                    |
| Abzweig geradeaus, nach links und von links |                      | Bahnstrecke Frouard–Novéant nach Novéant und Bahnstrecke Lérouville–Metz nach Metz               | Bahnstrecke Frouard–Novéant nach Novéant und Bahnstrecke Lérouville–Metz nach Metz |
| |                      |                                                                                                  |                                                                                    |
| Bahnhof | 73,3                 | Pagny-sur-Moselle                                                                                | 182 m                                                                              |
| |                      | Bahnstrecke Frouard–Novéant nach Frouard                                                         |                                                                                    |

Die Bahnstrecke Longuyon–Pagny-sur-Moselle ist eine ostfranzösische, 74 km lange Normalspurstrecke in der Region Lothringen. Sie stellt eine Verbindung dar zwischen der Mosel-Strecke Frouard–Pagny–Novéant und der davon nördlich geführten Bahnstrecke Mohon–Thionville. Sie wurde 1877 von den Chemins de fer de l’Est in Auftrag gegeben und ist heute Teil des europäischen Güterverkehrskorridor Antwerpen–Basel/Lyon.
Die Strecke wurde vom nördlichen Longuyon aus gebaut. In Conflans-Jarny kreuzt sie eine weitere wichtige, die von Osten kommende Strecke von Metz sowie die 176 km lange Bahnstrecke Saint-Hilaire-au-Temple–Hagondange. Diese Bahnstrecke hat ein flaches Geländeprofil und kommt mit entsprechend wenig Kunstbauwerken aus.

## Geschichte
Nach dem Deutsch-Französischen Krieg lag diese Region unmittelbar an der neuen Deutsch-Französischen Grenze. Verkehrswege über Metz waren für Frankreich abgeschnitten. Transport von belgischer Kohle zu den Industriebetrieben bei Pont-à-Mousson machten eine Verkehrsverbindung in Richtung der neuen Hauptstadt Nancy und dem Verkehrsweg auf der Mosel attraktiv.: S. 140, Fußn. 463 Ein direkter Lückenschluss zur bereits bestehenden Verbindung im Süden war geboten. Zwei Jahre nach Kriegsende wurde der Bau der Strecke am 17. Juli 1873 genehmigt. Am 27. August 1877 konnte der nördliche Abschnitt bis Conflans-Jarny, am 10. Dezember des gleichen Jahres der südliche Abschnitt in Betrieb genommen werden. Die Strecke war von Anfang an für Doppelgleisigkeit angelegt worden, das aber erst 1902 umgesetzt wurde.
In dieser Obermoselregion wurde durch die neue Strecke der Kohlenabsatz von der Saar, der dort zuvor den größten Anteil am Kohlemarkt hatte, unrentabel.: S. 147 In der Folge entstanden weitere Anschlussstrecken im Norden, um auch das dortige Erzminen bei Aumetz und das Eisenwerk Forges de Sainte-Claire-lès-Villerupt anzubinden. Auch andere Strecken in Richtung Paris und beispielsweise nach Gondrecourt-le-Château kamen hinzu, sodass um die Jahrhundertwende ein sehr dichtes Netz entstanden war, das in erster Linie dem Güterverkehr, aber zunehmend auch dem Tourismus zur Verfügung stand.
Auf der Strecke findet heute kein Personenverkehr mehr statt.